# Pengeragoan
Pengeragoan is een bestuurslaag in het regentschap Jembrana van de provincie Bali, Indonesië. Pengeragoan telt 3550 inwoners (volkstelling 2010).